# Louis le Maire (militär)
Abraham Louis le Maire, född 25 januari 1836 i Köpenhamn, död där 12 december 1913, var en dansk militär och kartograf.
Le Maire antogs som 17-åring till Den kongelige militære højskole, blev 1857 sekondlöjtnant i artilleriet, genomgick 1859-1861 nämnda högskolas stabsavdelning, blev premiärlöjtnant 1860 och anställdes därefter vid danska generalstabens topografiska avdelning. I december 1863 blev han adjutant vid överkommandot och deltog i dansk-tyska kriget 1864. Åren 1864-1865 var han adjutant vid andra generalkommandot, varifrån han återvände till den topografiska avdelningen och förblev där under återstoden av tjänstetid (fram till januari 1901), bortsett från åren 1867-1870, då han var kapten och kompanichef vid andra artilleribataljonen. Le Maire, som dessutom 1876-85 var lärare i teckning vid officersskolan, utnämndes 1882 till överstelöjtnant (1888 till överste) och chef för generalstabens topografiska avdelning. Vid avgången från armén fick han generalmajors grad.
Under hans ledning slutfördes mätningen i skalan 1:20 000 av hela Danmark, medan en ny mätning av landet öster om Stora Bält, vilken vilade på betydligt bättre grund påbörjades. En atlas i skalan 1:40 000 över Jylland (kopparstick), ett verk av monumental betydelse, blev också fullbordad, medan fotolitografin bringades till fullkomlighet och bland annat användes till framställning av en fullständig Danmarksatlas i skalan 1:100 000. Denna verksamhet belönades 1894 med förtjänstmedalj i guld, och året därpå blev han ordförande i kommissionen för Danmarks geologiske undersøgelse. Dessutom ledde han 1896-1900 den första uppmätningen och kartläggningen av Färöarna. Han var vidare en av stiftarna till soldathemmet i Köpenhamn (1882) och ledamot av styrelserna för Efterslægtselskabet och Det Geografiske Selskab samt ordförande för Selskabet for Historie, Litteratur og Kunst.

## Utmärkelser
- Dannebrogsmännens hederstecken,  1883[2]
- Förtjänstmedaljen i guld,  1894[2]
- Kommendör av första graden av Dannebrogorden,  1898[2]

[Redigera Wikidata]